# Martin E. Trapp
Martin Edwin Trapp, född 18 april 1877 i Brown County i Kansas, död 26 juli 1951 i Oklahoma City, var en amerikansk demokratisk politiker. Han var Oklahomas viceguvernör 1915–1923 och därefter guvernör 1923–1927.
Trapp utexaminerades 1898 från Capitol City College i Guthrie och studerade därefter juridik. Han efterträdde 1915 J.J. McAlester som Oklahomas viceguvernör. Guvernör Jack Walton avsattes i november 1923 och Trapp tillträdde som guvernör. Trapp efterträddes 1927 som guvernör av Henry S. Johnston.
Trapp avled 1951 och gravsattes på Fairlawn Cemetery i Oklahoma City.